# Dematic
Die Dematic Unternehmensgruppe ist ein weltweit führender
Anbieter integrierter Automatisierungstechnik, Software und Dienstleistungen zur Optimierung der Lieferkette. Das Portfolio umfasst Einzelprodukte und schlüsselfertige Komplettlösungen wie Lagersysteme, Förderanlagen und Sortiersysteme oder Systeme zur manuellen und automatischen Kommissionierung. Dematic beschäftigt mehr als 10.000 Mitarbeiter weltweit und betreibt Entwicklungszentren sowie Fertigungsstätten in USA, Mexiko, Deutschland, Italien, Australien und China. Dematic hat mehr als 6.000 Anlagen für kleine, mittlere und großen Unternehmen aus unterschiedlichen Branchen realisiert.
Der Hauptsitz der Dematic Unternehmensgruppe befindet sich in  Atlanta (Georgia/USA); der Hauptsitz Vertriebsregion Central Europe befindet sich in Heusenstamm, Deutschland.
Seit November 2016 ist Dematic Teil der Kion Group – einem weltweit führenden Anbieter von Gabelstaplern und Lagertechnik, damit verbundenen Dienstleistungen sowie Supply-Chain-Lösungen. Der Konzern ist in Europa der größte Hersteller von Flurförderzeugen, weltweit die Nummer zwei und zudem führender Anbieter von Automatisierungstechnologie.

## Geschäftsfelder
Als eines der führenden Unternehmen seines Bereichs deckt das Angebot die Branchen Nahrungs- und Genussmittel, allgemeiner Handel, Großhandel, verarbeitende Industrie, Lebensmittelhandel/Food Service, Bekleidung und Textil, Direktvertrieb, Paketdienstleister und ausgelagerte Logistik (Third Party Logistics) ab. Neben einzelnen Produkten wie Lager- und Kommissioniersysteme, Regalbediengeräte, Automatische Kleinteilelager, Dematic Multishuttle Systeme oder Leicht- und Schwergutförderer bilden integrierte Logistiksysteme den Schwerpunkt. Dabei entwickelt Dematic kundenindividuelle Intralogistik-Lösungen, die durch einen hohen Grad an Automation die Effizienz von Abläufen erhöhen. Außerdem bietet das Unternehmen Software- und IT-Lösungen (auch auf Basis von SAP-Standard-Software) zum Lagerverwaltungssystem, zur papierlosen Kommissionierung (Pick-by-Voice, Pick-by-Light, RFID) oder für Materialfluss-Anwendungen. Dazu kommen Service-Konzepte sowie der technische Betrieb von Anlagen und deren Instandhaltung.
Dematic ist Mitglied im Verband Deutscher Maschinen- und Anlagenbau (VDMA).

## Geschichte
Das Unternehmen blickt auf eine lange Tradition zurück: Sie begann 1819 in Wetter (Ruhr) mit der Gründung der Mechanischen Werkstätten Harkort & Co., die 1910 zusammen mit anderen Unternehmen zur Deutsche Maschinenbau-Aktiengesellschaft (Demag) verschmolz, die wiederum 1973 von Mannesmann übernommen wurde. Nach dem Erwerb der US-amerikanischen Rapistan (Geschäftsführer der Rapistan Technics Materialflußplanung in Frankfurt war von 1974 bis 1982 Jörg J. Salzer, der Sohn von Gerhard Salzer) wurde die Mannesmann DEMAG Fördertechnik AG gebildet. 1993 kam die australische Firma Colby hinzu, 1997 erfolgte die Umbenennung in Mannesmann Dematic. Nach der Übernahme von Mannesmann durch Vodafone übernahm ein Konsortium aus Bosch und Siemens die Atecs Mannesmann, passende Bereiche wurden entsprechend einsortiert und der Rest weiterveräußert. Dematic ging an Siemens,
diese fusionierte es mit den eigenen Logistik-Aktivitäten zur Siemens Dematic AG, die später in Siemens Logistics and Assembly Systems (L&A) umbenannt wurde. 2006 gliederte Siemens den Bereich Industrie- und Distributionslogistik als Dematic GmbH & Co. KG aus. Im selben Jahr übernahm der Private-Equity-Investor Triton die Mehrheit. Die Dematic GmbH & Co. KG wurde zum 1. Oktober 2007 mit ihrer Komplementärin, der Dematic Beteiligungsverwaltungs GmbH, zur Dematic GmbH verschmolzen.
Im September 2010 übernahm Dematic den US-amerikanischen Logistikanbieter HK Systems mit Sitz in Wisconsin, USA. Durch die zusätzlichen Produktionsstätten ist Dematic in der Lage neben Förder- und Sortiertechnik auch Regalbediengeräte und Fahrerlose Transportsysteme (FTS) in den USA zu produzieren.
Im Dezember 2012 wurde der Verkauf von Dematic durch Triton an AEA Investors und Teachers’ Private Capital, der Private Investment Abteilung des Ontario Teachers’ Pension Plan, abgeschlossen.
Im Januar 2015 erwarb Dematic die SDI Group Europe, einen Spezialanbieter von Förder- und Sortierlösungen für Hänge- und Liegeware sowie Retourenabwicklungen.
Im Mai 2015 verlegte die Dematic GmbH den Geschäftssitz nach Heusenstamm und führt nun von hier aus das Geschäft in Zentraleuropa (Deutschland, Österreich, Schweiz, Benelux, Polen, Osteuropa, Russland und GUS-Staaten, Naher Osten und Afrika).
Im Dezember 2015 erwarb Dematic die Reddwerks Corporation, einen Softwareanbieter für Lagerhausabwicklung.
Im März 2016 erwarb Dematic die australische NDC Automation, einen Anbieter fahrerloser Transportsysteme und Software in Australien.
Im Juni 2016 wurde Dematic an die Kion Group verkauft.
Im September 2016 wurde das Imagination Center Heusenstamm der Öffentlichkeit vorgestellt.
Im März 2017 gab Dematic die Integration von Egemin Automation bekannt, wodurch der weltweit größte Anbieter von fahrerlosen Transportsystemen entstand.
Dezember 2018 wurde Dematic Vertriebspartner von Autostore und wurde damit einer von zwei weltweiten Partnern des norwegischen Logistiksystemanbieters.